# Francis Nadeem
Francis Nadeem (Gujranwala, 27 ottobre 1955 – Lahore, 3 luglio 2020) è stato un presbitero pakistano.

## Biografia
Nadeem è entrato a quindici anni nel seminario minore di Gulberg, nel distretto di Lahore. Completati gli studi scolastici, a diciannove anni è entrato nell'Ordine dei frati minori cappuccini. Dopo avere conseguito il Bachelor of Sacred Theology a Roma e il master of arts in teologia nelle Filippine, è stato ordinato prete nel settembre 1986. Nadeem ha cominciato ad esercitare il suo ministero religioso nell'arcidiocesi di Lahore, coniugandolo con l'attività giornalistica e l'impegno a favore della pace e del dialogo interreligioso. Nel 1989 è stato nominato redattore capo del Catholic Naqib, un giornale cattolico in lingua urdu. Nel 2000 è stato nominato parroco della St. Mary's Church a Gulberg. Nello stesso anno ha avviato a Lahore, insieme a rappresentanti cristiani di altre confessioni religiose, un comitato per il dialogo interreligioso. Dal 2002 al 2008, Nadeem è stato vice superiore dei Cappuccini in Pakistan. In seguito ha servito come parroco a Lahore nella St. Joseph's Church e nella St. Francis' Church. Nel 2014 è stato eletto superiore dei Cappuccini in Pakistan e nel 2017 è stato rieletto per un secondo mandato. Naddem è stato inoltre nominato segretario generale della Commissione per il dialogo religioso e l'ecumenismo della Conferenza episcopale pakistana. È stato molto attivo nella promozione del dialogo con i musulmani, avendo stabilito rapporti di stima e amicizia con diversi religiosi islamici. Per i suoi meriti, Nadeem ha ricevuto due volte dal governo pakistano la Thamga-e-Imtiaz (medaglia di eccellenza). Nadeem è stato attivo anche nel campo letterario, pubblicando libri di inni religiosi e libri sul contributo dei cristiani al Pakistan. In proposito, Nadeem ha criticato l'estremismo che porta a discriminare le minoranze cristiane e la guida etica per i libri di testo scolastici approvata dal Punjab, che esclude ogni riferimento a Gesù e alla cristianità. Malato da tempo, Nadeem è morto per un attacco cardiaco.        